# کوستوویتس
کوستوویتس (به لهستانی:  Kostowiec) یک روستا در لهستان است که در گمینا ناداژن واقع شده‌است.